# Kapelusz damski (mundur)

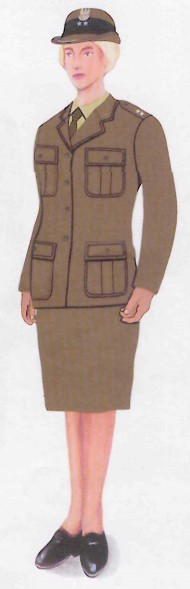
Ubiór wyjściowy żołnierza Wojsk Lądowych kobiety z kapeluszem i spódnicą

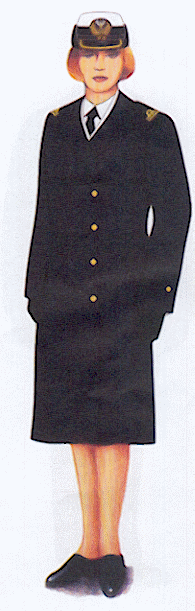
Porucznik - kobieta w umundurowaniu wyjściowym Marynarki Wojennej

Kapelusz damski – jedno (obok furażerki) z nakryć głowy kobiet-żołnierzy Sił Zbrojnych RP noszone do umundurowania galowego i wyjściowego.

## Wojska Lądowe
Kapelusz damski Wojsk Lądowych wykonany był z tkaniny w kolorze khaki z otokiem w kolorze oznaczającym przynależność do poszczególnych formacji. Na kapeluszu (z przodu) umieszczano się znak orła Wojsk Lądowych tłoczony z blachy srebrzystej i oksydowany o wysokości 55 mm. 
Kolor otoku oznaczał przynależność do poszczególnych formacji:
- granatowy – noszony przez: generałów, żołnierzy jednostek zmechanizowanych i zmotoryzowanych, jednostek zabezpieczenia materiałowego, żołnierzy korpusu sprawiedliwości i obsługi prawnej, żołnierzy Batalionu Reprezentacyjnego Wojska Polskiego;
- pomarańczowy – noszony przez: żołnierzy jednostek dziedziczących tradycje wojsk pancernych i samochodowych, żołnierzy jednostek rozpoznawczych;
- ciemnozielony – noszony przez: żołnierzy wojsk rakietowych i artylerii, jednostek wojsk obrony przeciwlotniczej;
- czarny – noszony przez: żołnierzy jednostek wojsk inżynieryjnych i obrony przeciwchemicznej, jednostek zabezpieczenia technicznego, służby kartograficznej i topogeodezyjnej, słuchaczy i absolwentów Wojskowej Akademii Techniczej;
- chabrowy – noszony przez: żołnierzy jednostek dowodzenia, wojsk łączności i radiotechnicznych, rozpoznania i walki radioelektronicznej;
- wiśniowy – noszony przez: żołnierzy jednostek służby medycznej, lekarzy i żołnierzy służących w wojskowych szpitalach i sanatoriach;
- szkarłatny – noszony przez: żołnierzy jednostek Żandarmerii Wojskowej;
- żółty – noszony przez: żołnierzy sztabu 1 Warszawskiej Dywizji Zmechanizowanej i 1 Warszawskiej Brygady Pancernej.

Ponadto na kapeluszach umieszczano oznaczenie stopnia:
- szeregowi i podoficerowie: wykonane metodą haftu komputerowego (potem haftowane bajorkiem[a]) i umieszczone pod kątem 45o w stosunku do zagięcia ronda kapelusza.
- oficerowie i generałowie: haftowane bajorkiem i umieszczone na taśmie otokowej.

Kapelusze damskie WL zostały wycofane na rzecz całkowitego wprowadzenia furażerek rozporządzeniem zmieniającym z dn. 12 lutego 2010 roku.

## Marynarka Wojenna
Kapelusz jest jedynym wyjściowym (galowym) nakryciem głowy żołnierzy-kobiet w Marynarce Wojennej. Wykonany jest z tkaniny w kolorze białym z czarnym otokiem. 
Na kapeluszu umieszcza się znak orła Marynarki Wojennej – taki sam jak na czapkach garnizonowych MW:
- marynarze: wykonany z blachy srebrzystej, z wewnętrznym niebieskim polem tarczy amazonek i nałożoną na tarczę złocistą kotwicą oplecioną złocistą liną kotwiczną;
- podoficerowie i podchorążowie: haftowany srebrzystym bajorkiem na podkładce barwy czarnej, ujęty półwieńcem podoficerskim z liści wawrzynu; korona, dziób, szpony, kotwica z liną kotwiczną oraz półwieńce haftowane złocistym bajorkiem, wnętrze tarczy jest barwy niebieskiej;
- oficerowie: haftowany srebrzystym bajorkiem na podkładce barwy czarnej, ujęty półwieńcem oficerskim z liści wawrzynu; korona, dziób, szpony, kotwica z liną kotwiczną oraz półwieńce haftowane złocistym bajorkiem, wnętrze tarczy jest barwy niebieskiej;

Oznaki stopnia (haftowane bajorkiem) umieszcza się na pasku skórzanym.